# Richia decipiens
Richia decipiens är en fjärilsart som beskrevs av Augustus Radcliffe Grote 1879. Richia decipiens ingår i släktet Richia och familjen nattflyn. Inga underarter finns listade.